# ماكس باور
ماكس باور (بالألمانية: Max Bauer) (و. 1844 – 1917 م) هو أستاذ جامعي، من الإمبراطورية الألمانية، كان عضوًا في الأكاديمية الألمانية للعلوم ليوبولدينا، توفي في ماربورغ، عن عمر يناهز 73 عاماً.

## مناصب وهيئات
أدار جامعة غوتينغن، وجامعة هومبولت في برلين.